# Homo habilis
Homo habilis é uma espécie de hominídeo que viveu no princípio do Pleistoceno inferior (há 2,2 milhões a 780 mil anos). Os primeiros fósseis de H. habilis foram descobertos em 1964 por Louis Leakey e seus colegas, no desfiladeiro de Olduvai, Tanzânia, que faz parte do Grande Vale do Rift, na África oriental.
Após a descrição da espécie em 1964, H. habilis foi altamente contestado e muitos pesquisadores denominavam essa espécie como um sinônimo do Australopithecus africanus, o único outro hominínio primitivo conhecido na época. Entretanto, o H. habilis recebeu mais reconhecimento com as novas descobertas nos anos posteriores. Na década de 1980, foi proposto que H. habilis foi um ancestral humano, evoluindo diretamente para o Homo erectus, que levou diretamente aos humanos modernos. Este ponto de vista está agora em debate.
As proporções corporais de H. habilis são conhecidas apenas a partir de dois esqueletos altamente fragmentados e se baseiam amplamente na suposição de uma anatomia semelhante aos australopitecos anteriores. Por causa disso, também foi proposto que H. habilis fosse movido para o gênero Australopithecus como Australopithecus habilis.
A espécie Homo habilis apresenta expansão craniana de cerca de 650 cm³ de cérebro, um encurtamento de neurocrânio e um achatamento da parte superior. Além disso, a face apresenta estrutura achatada em relação aos hominínios anteriores. A dentição é parecida com a do H. sapiens com caninos pequenos e dentes achatados.
Poucos fósseis de H. habilis foram encontrados, o que dificulta descrever detalhes precisos da espécie. Porém estes fósseis foram encontrados associados a ferramentas de pedra lascada e por isso essa espécie foi chamada de Homo habilis - homem fabril (ou homem com capacidade de fabricar). Entretanto, hoje sabe-se que essas ferramentas já eram utilizadas anteriormente por outras espécies de hominínios. Além disso, o H. habilis apesar de bípede, apresentava uma bipedia facultativa.

## Descrição
Esta espécie é, das pertencentes ao género Homo, a que menos se parece com o H. sapiens, com braços proporcionalmente muito mais longos, cavidade craniana menor e morfologia geral similar aos Australopithecus.  O H. habilis recebe este nome pois acreditava-se ser o primeiro a utilizar ferramentas de pedra lascada, o que lhe valeu o nome específico: habilis, o habilidoso. Entretanto, alguns fosseis de Australopithecus garhi, que datam de há aproximadamente 2,6 milhões de anos, foram encontrados ao lado de ferramentas de pedra que seriam entre 100,000 a 200,000 anos mais antigas que os H. habilis. O H. habilis normalmente faziam suas ferramentas de ossos, madeira, e principalmente de pedra lascada.
Atualmente a maioria dos cientistas considera que o H. habilis é um dos ancestrais directos do homem moderno, mas esta opinião não é consensual. A própria classificação desta espécie, bem como do H. rudolfensis no género Homo tem sido muito discutida até os dias atuais.
Novas teorias afirmam que o Homo habilis coexistiu com outros primatas bipedes, como o Paranthropus boisei, alguns dos quais prosperaram por muitos milênios. No entanto, H. habilis, possivelmente devido à sua inovação em ferramentas iniciais e a uma dieta menos especializada, tornou-se o precursor de toda uma linha de novas espécies, enquanto o Paranthropus boisei e seus parentes robustos desapareceram do registro fóssil. H. habilis também pode ter coexistido com H. erectus em África por um período de 500 mil anos.
Assumindo que a sociedade do H. habilis era semelhante à dos modernos chimpanzés e babuínos da savana, os grupos podem ter numerado de a 70-85 membros, com vários machos para se defender contra predadores da savana aberta, como grandes felinos, hienas e crocodilos.
Há evidências de que o H. habilis era um predador mas também presa, nomeadamente do Dinofelis, um felino da sub-família extinta Machairodontinae.

## Taxonomia

### História das descobertas
O primeiro fóssil de fato de Homo habilis - um molar, designado posteriormente como OH 4 - foi na verdade descoberto em 1959, pelo assistente dos pais de Jonathan Leaky, Heselon Mukiri, porém na época não se percebeu que se tratava de um fóssil de uma espécie do gênero Homo. Em 1960, Jonathan Leakey, filho dos paleoantropólogos Louis e Mary Leaky, descobriu um crânio parcial e ossos das mãos e dos pés datados de 1,75 milhões de anos atrás, posteriormente designados de OH 7. Em 1964, Louis, em conjunto com o paleoantropólogo Phillip V. Tobias e o primatologista John R. Napier, atribuiu os fósseis encontrados ao gênero Homo.
Seguindo a recomendação do antropólogo Raymond Dart, escolheram o termo "habilis" para a espécie, que em latim significa "capaz, habilidoso, mentalmente hábil, vigoroso". Isso porque os ossos das mãos encontrados sugeriram uma habilidade de manusear objetos com precisão, além do fato de terem sido encontradas ferramentas simples feitas de pedra junto aos fósseis. O OH 7, apelidado também de "filho do Johnny", como referência a Jonathan Leaky, se tornou a espécie-tipo para Homo habilis e foi designada como o holótipo para esta espécie.
Em 1983, o paleoantropólogo Phillip V. Tobias propôs que a espécie A. africanus teria evoluído para H. habilis, que por sua vez teria evoluído para H. erectus, evoluindo em seguida aos humanos modernos, através de um processo de cladogênese. Entretanto, ele ainda comentou que isso significaria um salto evolutivo grande entre o A. africanus e o H. habilis, uma vez que o tamanho do cérebro do H. habilis praticamente dobrou comparado aos predecessores australopitecos.
Muitos na época aceitaram o modelo proposto por Tobias e passaram a designar ao H. habilis os fósseis hominínios das épocas plioceno-pleistoceno que estavam fora do âmbito do Paranthropus e do H. erectus. Por causa disso, a variação entre os fósseis da espécie H. habilis se tornou muito ampla, fazendo com que tenham sido cunhado os temos H. habilis sensu stricto ("em sentido específico") e H. habilis sensu lato ("em sentido amplo") para diferenciar as morfologias mais discrepantes dentro da espécie.
Alguns anos mais tarde, em 1986, um fragmento de esqueleto denominado OH 62 foi descoberto pelo antropólogo americano Tim D. White, juntamente com fragmentos de crânio de H. habilis, estabelecendo então aspectos da anatomia do esqueleto do H. habilis pela primeira vez. Porém, uma vez que estes fragmentos mostraram características mais parecidas com Australopiteco do que com os fósseis do gênero Homo, em 1999 foi sugerido que a espécie H. habilis fosse realocada para o gênero Australopithecus.  

### Classificação
O anúncio oficial da nova espécie ocorreu através de uma publicação na revista Nature em abril  de 1964 e gerou intensos debates dentro da comunidade científica na época, principalmente se os fósseis encontrados não deveriam ser reclassificados para a espécie Australopithecus africanus. Em parte este debate foi alimentado pelo fato dos fósseis serem muito antigos e também por que na época, acreditava-se que o gênero Homo teria evoluído na Ásia, e não na África, onde os fósseis foram encontrados.
Há ainda outra controvérsia acerca da classificação do H. habilis, mais especificamente se ele seria ou não um ancestral do H. ergaster / H. erectus. De toda forma, tanto o H. habilis quanto o H. rudolfensis costumam ser reconhecidos pela maioria dos especialistas como membros do gênero Homo, localizados na base da árvore filogenética.

## Anatomia
Na década de 1960, a expedição do casal de arqueólogos britânicos, Louis e Mary Leakey, mudou a história com o descobrimento dos primeiros fósseis de Homo habilis – uma vez que, até então, fósseis de Homo erectus, encontrados na Ásia, eram considerados os fósseis humanos mais antigos e não se sabia de uma possível conexão com a África.
Se comparados aos Australopithecus, os fósseis recém-descobertos apresentavam capacidade craniana aumentada e dentes molares e pré-molares menores, além de um pé semelhante ao humano e ossos da mão que indicavam a capacidade de manipular objetos com precisão – daí o nome da nova espécie. Tais características, que prenunciam a anatomia e o comportamento do H. erectus e dos humanos posteriores, foram usadas como justificativa para designar a nova descoberta como Homo – somadas, claro, ao fato de ferramentas de pedra simples terem sido encontradas junto com os fósseis.

### Capacidade craniana
Os achados em Olduvai incluem dois ossos de tamanho considerável do crânio de OH 7. A partir desses ossos, foi possível moldar parte de uma caixa craniana, a qual permitiu estimar o volume total do crânio, com cerca de 680 cm³. Um molde craniano de ER 1470, mais completo, permitiu a medição direta de seu volume, com cerca de 775 cm³. Ainda, um ou dois crânios fragmentados têm, aproximadamente, o mesmo tamanho que o de ER 1470. Outros, no entanto, são muito menores: ER 1813, por exemplo, possui uma capacidade craniana de cerca de 510 cm³. Logo, apesar do crânio do H. habilis ser maior do que o do Australopithecus, há uma variabilidade em seu volume, de 500 a quase 800 cm³.
Importante lembrar que um primeiro critério usado para a inclusão de uma espécie ao gênero Homo foi o tamanho do cérebro. Arthur Keith estabeleceu o valor mínimo de 750 cm³ para o tamanho da caixa craniana de um indivíduo do nosso gênero (Keith, 1948). Já Louis Leakey, ao nomear um crânio de menos de 750 cm³ como H. habilis, substituiu o cérebro pelo uso de instrumentos como traço definidor do gênero Homo.

### Formato craniano
As caixas cranianas dos H. habilis têm paredes finas e são arredondados – em vez de baixas e achatadas, como os dos Australopithecus – possuindo um orifício occipital localizado mais centralmente. A parte inferior do crânio é encurtada da parte posterior do palato para a parte posterior do crânio, como em todas as espécies posteriores de Homo – importante contraste em relação aos chamados australopitecinos graciosos, nos quais a base do crânio é relativamente estreita e alongada. Em contrapartida, os H. habilis não possuem as cristas pesadas e os tachos projetados característicos dos H. erectus posteriores.

### Face
Os ossos faciais de vários espécimes são, pelo menos, parcialmente preservados e suas proporções faciais variam consideravelmente. Um dos hominínios de Olduvai, OH 24, parece anatomicamente semelhante ao Australopithecus, uma vez que apresenta maçãs do rosto proeminentes e uma região nasal plana – dando à região central da face uma aparência deprimida. Esse abaulamento do rosto é característico de alguns australopitecinos sul-africanos, mas não é visto em Homo posterior. O esqueleto facial de ER 1470 é grande em relação à caixa craniana e mostra um achatamento abaixo do nariz – o que se assemelha, novamente, ao Australopithecus. As paredes da abertura nasal, no entanto, são levemente onduladas. A face de ER 1813, porém, apresenta-se mais moderna.

### Dentição e mandíbula
Os dentes dos H. habilis, de modo geral, são pouco menores do que os dos Australopithecus. Os dentes anteriores não são muito diferentes em tamanho, mas as coroas pré-molares e molares, sobretudo as inferiores, são mais estreitas. Os incisivos superiores não tinham diastema (espaço interdental).
A mandíbula, em si, pode ser bastante pesada, como a dos australopitecinos graciosos. Este é o caso de OH 7 e, pelo menos, um espécime de Koobi Fora. Outras mandíbulas são menores – porém, ainda robustas, no sentido de serem grossas em relação à altura. Já a mandíbula de OH 13, por exemplo, é semelhante em muitos aspectos à do H. erectus. Deste modo, pode-se dizer que o H. habilis apresenta prognatismo menor que o Australopithecus.
Além disso, a topografia dos dentes de H. habilis indicam cúspides mais proeminentes que às dos Australopithecus, sugerindo uma adaptação morfológica para a quebra de alimentos elásticos, como a carne.

### Outros ossos
Apenas algumas outras partes do esqueleto de H. habilis foram descobertas. Um indivíduo para o qual as partes do corpo estão mais completamente representadas é OH 62. Apesar de seus ossos do braço e das pernas estarem fragmentados, é possível perceber que o braço é relativamente longo em relação às pernas, resultando em proporções corporais que diferem das dos hominínios mais modernos. O esqueleto pode ser semelhante, em suas proporções, a pequenos australopitecinos. Provavelmente, andou sobre duas pernas tão eficientemente quanto outros hominínios – no entanto, difere dos humanos posteriores em muitos aspectos.
Outro exemplar importante é a mão imatura de OH 7: seus ossos ainda são simiescos em alguns aspectos, como a curvatura pronunciada dos dedos indicando que o H. habilis poderia subir e se mover em árvores; no entanto, também há indícios da capacidade de segurar para fazer, por exemplo, manipulações em artefatos de pedra. Ademais, é quase certo que o indivíduo que possuía esta mão era destro.

## Cultura
Normalmente, H. ergaster /H. erectus é considerado o primeiro hominínio a viver em uma sociedade monogâmica, e todos os hominínios anteriores eram políginos. No entanto, é altamente difícil especular com alguma confiança a dinâmica de grupo dos primeiros hominínios. O grau de dimorfismo sexual e a disparidade de tamanho entre machos e fêmeas costumam ser usados para correlacionar entre poliginia com alta disparidade e monogamia com baixa disparidade com base em tendências gerais (embora não sem exceções) observadas em primatas modernos. As taxas de dimorfismo sexual são difíceis de determinar porque a anatomia dos primeiros hominínios é pouco conhecida e é amplamente baseada em poucos espécimes. Em alguns casos, o sexo é arbitrariamente determinado em grande parte com base no tamanho percebido e robustez aparente na ausência de elementos mais confiáveis na identificação do sexo (nomeadamente a pelve). Os sistemas de acasalamento também são baseados na anatomia dentária, mas os primeiros hominínios possuem uma anatomia em mosaico de características diferentes não vistas juntas nos primatas modernos; os dentes da bochecha aumentados sugeririam um acentuado dimorfismo relacionado ao tamanho e, portanto, intenso conflito homem-homem em relação aos parceiros e uma sociedade polígina, mas os caninos pequenos deveriam indicar o oposto. Outras pressões seletivas, incluindo dieta, também podem impactar dramaticamente a anatomia dentária. A distribuição espacial de ferramentas e ossos de animais processados nos sítios FLK Zinj e PTK na Garganta de Olduvai indicam que os habitantes usavam esta área como um local de abate e alimentação comunal, ao contrário do sistema familiar nuclear dos modernos caçadores coletores, onde o grupo é subdividido em unidades menores, cada uma com seus próprios talhos e áreas de alimentação.
O comportamento dos primeiros Homo, incluindo H. habilis, às vezes é modelado no de chimpanzés da savana e babuínos. Essas espécies de primatas vivem em comunidades que consistem em vários machos (em oposição a uma sociedade de harém como a dos gorilas) a fim de defender o grupo no habitat perigoso e exposto, às vezes se envolvendo em uma exibição coletiva de atirar pedaços de pau e pedras contra inimigos e predadores. O pé esquerdo de OH 8 parece ter sido mordido por um crocodilo, possivelmente Crocodylus anthropophagus, e a perna OH 35, que pertence a um Paranthropus boisei ou Homo habilis, mostra evidências de predação de leopardo. O H. habilis e os hominínios contemporâneos provavelmente foram predados por outros grandes carnívoros da época, como (no desfiladeiro de Olduvai) a hiena Chasmaporthetes nitidula e os felinos dente-de-sabre Dinofelis e Megantereon. Em 1993, o paleoantropólogo americano Leslie C. Aiello e o psicólogo evolucionista britânico Robin Dunbar estimaram que o tamanho do grupo de H. habilis variou de 70 a 85 membros - na extremidade superior do tamanho do grupo de chimpanzés e babuínos - com base nas tendências observadas no tamanho do neocórtex e do grupo em primatas não hominínios  modernos.

### Tecnologia
O H. habilis está associado à da Idade da Pedra, a indústria de ferramentas de pedra Oldowan. Os indivíduos provavelmente usavam essas ferramentas principalmente para abater e esfolar animais e esmagar ossos, mas também às vezes para serrar e raspar madeira e cortar plantas macias. Quebradores parecem ter selecionado cuidadosamente núcleos líticos e sabiam que certas rochas se quebrariam de uma maneira específica quando atingidas com força suficiente e no local certo, e eles produziram vários tipos diferentes, incluindo objetos cortantes, poliedros e discóides. No entanto, os formatos específicos provavelmente não foram pensados com antecedência e provavelmente resultam da falta de padronização na produção de tais ferramentas, bem como dos tipos de matérias-primas à disposição dos quebradores. Por exemplo, esferóides são comuns em Olduvai, que apresenta uma abundância de grandes e quartzo macios e quartzito peças, enquanto Koobi Fora carece de esferóides e fornece predominantemente rochas duras de basalto. Ao contrário da posterior cultura acheuliana inventada por H. ergaster / H. erectus, a tecnologia Oldowan não requer planejamento e previsão para fabricar e, portanto, não indica alta cognição em quebradores Oldowan, embora exija um grau de coordenação e algum conhecimento de mecânica. Ferramentas Oldowan raramente exibem retoques e provavelmente foram descartadas imediatamente após o uso na maioria das vezes.